# 蜂須賀隆穀
蜂須賀 隆穀（はちすか たかよし、1769年1月11日（明和5年12月4日） - 1807年5月22日（文化4年4月15日））は、徳島藩の藩主一門蜂須賀重隆の次男。母は早川儀左衛門包由の娘。子に蜂須賀隆寛、津世（蜂須賀休栄室）。幼名は幸吉。通称は喜三太、和泉。初名は貫孝。当初北氏を名乗り、後に蜂須賀氏に改めた。
徳島藩は第8代宗鎮以降、9代至央、10代重喜、13代斉裕と蜂須賀家の血を引かない藩主を他家から迎えたが、隆穀は初代至鎮の男系子孫である。文化4年（1807年）4月15日没。享年40。